# Rhizopus oryzae
Rhizopus oryzae es un hongo que vive en todo el mundo en materia orgánica muerta. También infecta zanahorias, piñas y mangos.
Es un patógeno humano oportunista, es un agente causal de la cigomicosis (más correctamente mucormicosis). La cepa RA 99-880, que se aisló de una infección fatal, tuvo su genoma secuenciado por el Instituto Broad en 2004-2005. Sin embargo, análisis más recientes indican que esta cepa pertenece en realidad a una especie muy relacionada, Rhizopus delemar . 
Se utilizan cepas de Rhizopus, incluyendo R. oryzae (principalmente en Asia) en la industria alimentaria y sus productos son generalmente reconocidos como seguros. Rhizopus oligosporus y R. oryzae se utilizan en la producción de tempeh .
- Datos: Q3024179